# Tristachya
Tristachya là một chi thực vật có hoa trong họ Hòa thảo (Poaceae).

## Loài
Chi Tristachya gồm các loài: